# Human Horizons
Human Horizons (chinois : 华人运通 ; pinyin : Huárén Yùntōng) est une start-up automobile basée à Shanghai et fondée en 2017. Elle est spécialisée dans la conception, le développement et la vente de véhicules électriques haut de gamme qui sont vendus sous la marque HiPhi.

## Histoire
Le 31 juillet 2019, la start-up Human Horizon dévoile les images de son concept car électrique Human Horizon HiPhi X Concept bénéficiant d'une autonomie de 400 miles,. Celui-ci est exposé au salon de l'automobile de Pékin 2020,.